# Battenans-Varin
Battenans-Varin is een gemeente in het Franse departement Doubs (regio Bourgogne-Franche-Comté) en telt 59 inwoners (2009). De plaats maakt deel uit van het arrondissement Montbéliard.

## Geografie
De oppervlakte van Battenans-Varin bedraagt 6,4 km², de bevolkingsdichtheid is dus 9,2 inwoners per km².

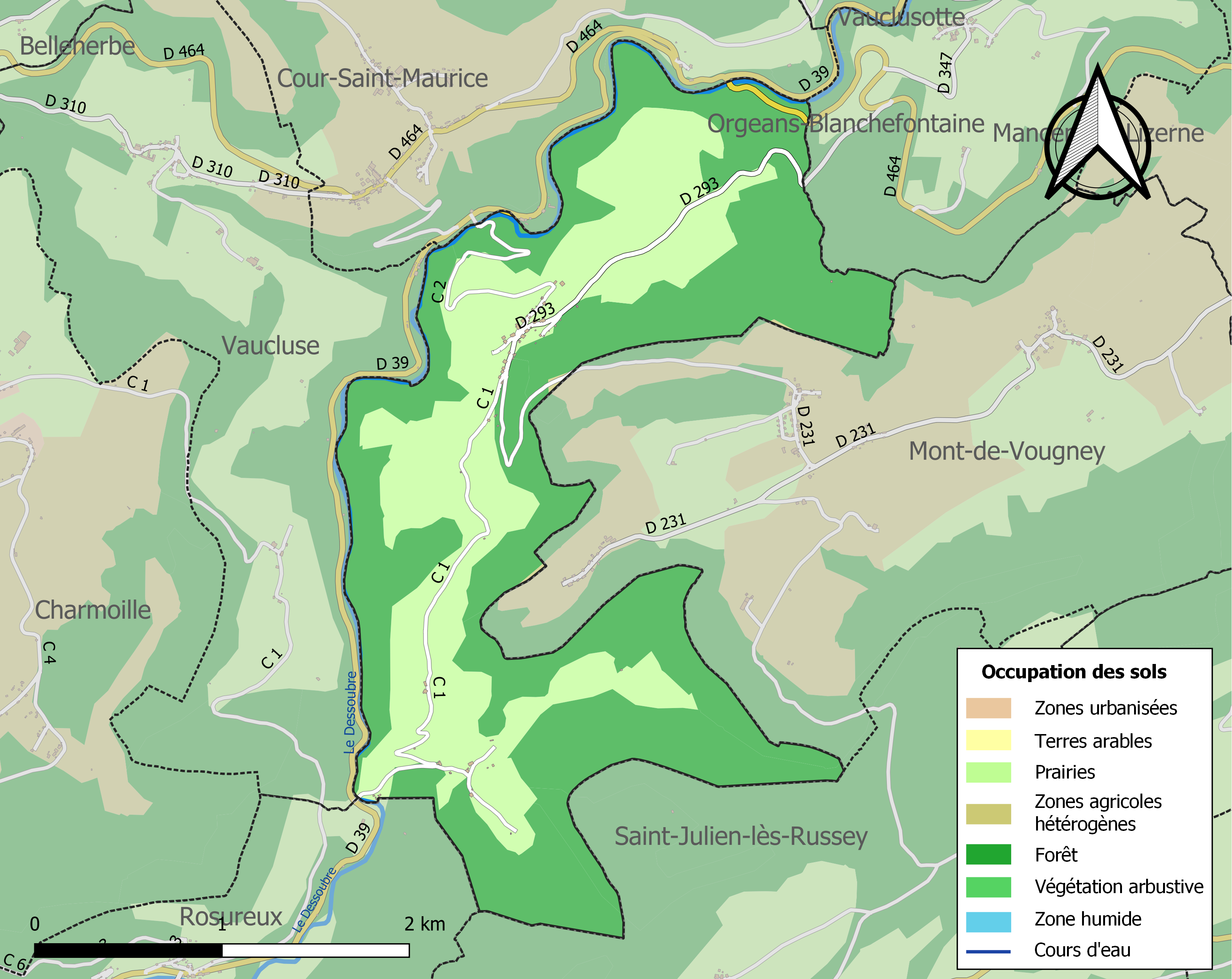
Kaart van de gemeente met de belangrijkste infrastructuur, bodemgebruik en omliggende gemeenten

## Demografie
Onderstaande figuur toont het verloop van het inwonertal (bron: INSEE-tellingen).